# Gerlachovská veža
Gerlachovská veža je nejvyšší věž a druhý nejvyšší vrchol Tater, Slovenska i celých Karpat. Nachází se v jižní části masivu Gerlachovského štítu, od kterého pochází i její název.
Od Gerlachovského štítu, nejvyššího vrchu pohoří je oddělena Batizovskou priehybou a od Kotlového štítu štěrbinou za Kotlovým štítem. Stěna Gerlachovské věže je nejmohutnější částí celého masivu, přičemž její západní část klesá do Batizovské doliny a východní strmě padá do Velické doliny.